# Выборы в Европейский парламент во Франции (2019)
Выборы в Европейский парламент во Франции прошли 26 мая 2019 года на территории Франции в Европе, а в заморских департаментах Сен-Пьер и Микелон, Сен-Бартелеми, Сен-Мартен, Гваделупа, Мартиника, Гвиана и Французская Полинезия, а также в избирательных участках, открытых в посольствах и консульствах на Американском континенте — 25 мая. По их итогам были избраны 79 депутатов от Франции из 751 депутатов Европарламента.

## Порядок голосования
79 французских депутатов Европарламента были избраны на основе пропорциональной системы по единому национальному избирательному округу, голосование производилось за списки в целом, а не за конкретных кандидатов в списках, процентный барьер был установлен на уровне 5 %. Пятеро из избранных депутатов получили мандаты лишь после выхода Великобритании из Европейского союза.